# Les Marins de Kronstadt
Cet article concerne le film. Pour l'événement historique, voir Révolte de Kronstadt.
Pour plus de détails, voir Fiche technique et Distribution.
Les Marins de Kronstadt (titre original russe : Мы из Кронштадта, My iz Kronshtadta, en français : Nous venons de Kronstadt) est un film soviétique réalisé par Efim Dzigan en 1936 sur un scénario original du dramaturge Vsevolod Vichnevski.

## Synopsis
L'histoire se focalise sur les événements d'octobre 1919 où une troupe de marins partisans de la Révolution livre un combat contre les Blancs dirigés par Nikolaï Ioudenitch, non sur mer mais sur terre. Le commissaire Martynov, dépêché pour organiser la défense de Petrograd recrute quelques marins du port de Kronstadt à l'attachement soviétique éprouvé, pour aller à repousser les Blancs. Ces derniers, victorieux dans un premier temps, jettent les prisonniers du haut d'une falaise, une pierre attachée au cou. On a alors un long plan sur les vagues de la Baltique, comme pour nous signifier un retour des choses. Après quelques secondes, l'un des marins, qui avait gardé son couteau, ressort de l'eau et regagne la berge. Il rejoint Kronstadt et prend la tête de la flotte qui débarque là même où ses camarades furent précipités. Les marins montent en haut de la falaise. Les Blancs, en train de lutter contre l'infanterie, sont pris sous un double feu. Leur fuite les mène au bord de la falaise, d'où ils se jettent pour échapper aux Rouges, finalement victorieux.

## Fiche technique
- Titre original : Мы из Кронштадта
- Titre français : Les Marins de Kronstadt ou Les Marins de Cronstadt[2]
- Réalisation : Iefim Dzigan
- Assistants réalisateurs : Alexandre Volkoff, Grigori Berezko
- Scénario : Vsevolod Vichnevski
- Photographie : Naoum Naoumov-Straj, Y. Berliner
- Son : P. Pavlov
- Direction artistique : Vladimir Yegorov
- Décors : Vladimir Yegorov
- Musique : Nicolas Krioukov
- Directeur de production : I. Vaisfeld
- Production : Studios Mosfilm de Moscou
- Pays d'origine :  Union soviétique
- Langue : russe
- Format : noir et blanc, 35 mm, mono
- Genre : drame historique
- Durée : 86 minutes
- Dates de sortie : 
  - Union soviétique : 20 novembre 1936
  - France : 25 mai 1936[2]

## Distribution
- Grigorij Bouchouev : le marin Artème Balachov
- Raïssa Yesipova : Mademoiselle
- E. Gounn : le marin Anton Karabach
- Mikhaïl Gourinenko : le mousse Micha
- Nicolas Ivakine : un soldat de l'Armée Rouge
- Oleg Jakov : le commandant du régiment de Petrograd : Yane Draudine
- Piotr Kirillov : le marin Valentin Bezprozvani
- Fiodor Seleznev : un soldat de l'Armée Blanche
- Piotr Sobolevski : un lieutenant
- Vassili Zaitchikov : le commissaire du corps expéditionnaire : Vassili Martinov

## Autour du film
Sur la préparation du tournage: 
Voici un témoignage trouvé dans un paquet d'imprimés datés de 1936 édités par Iskousstvo (ru). (Quelques adaptations, contestables, ont été opérées sur la traduction automatique)
« Le réalisateur a organisé une cité du cinéma sur le lieu du tournage, équipé plusieurs locaux et établi une communication régulière avec la ville. Le groupe a reçu les plats chauds du petit-déjeuner, du déjeuner et du dîner sur place et sur le site de tournage. L'auteur et réalisateur avait des exigences très difficiles envers lui-même . Ainsi, les tâches consistaient à la plantation d'une forêt de pins, à la construction d'une autoroute d'environ un kilomètre de long, à la construction d'une ligne télégraphique, à la construction de trois lignes de véritables tranchées avec des barques, à la construction d'un réservoir, à la construction de rails en bois pour les travellings, à la construction d'une  partie d'un village, de miner un champ avec des explosifs, de créer une flottille avec des dizaines de chaloupes pour le débarquement des troupes, de permettre le tir de plusieurs batteries et, enfin, de rendre possible le retrait vers la mer d'une escadre entière" 

## Note
1. ↑  Article du site du distributeur en DVD
2. 1 2  « Les Marins de Cronstadt », sur encyclocine.com
3. ↑  https://web.archive.org/web/20071030212933/http://seance.ru/blog/tsitata-dnya/